# Abd al-Fattah as-Sisi

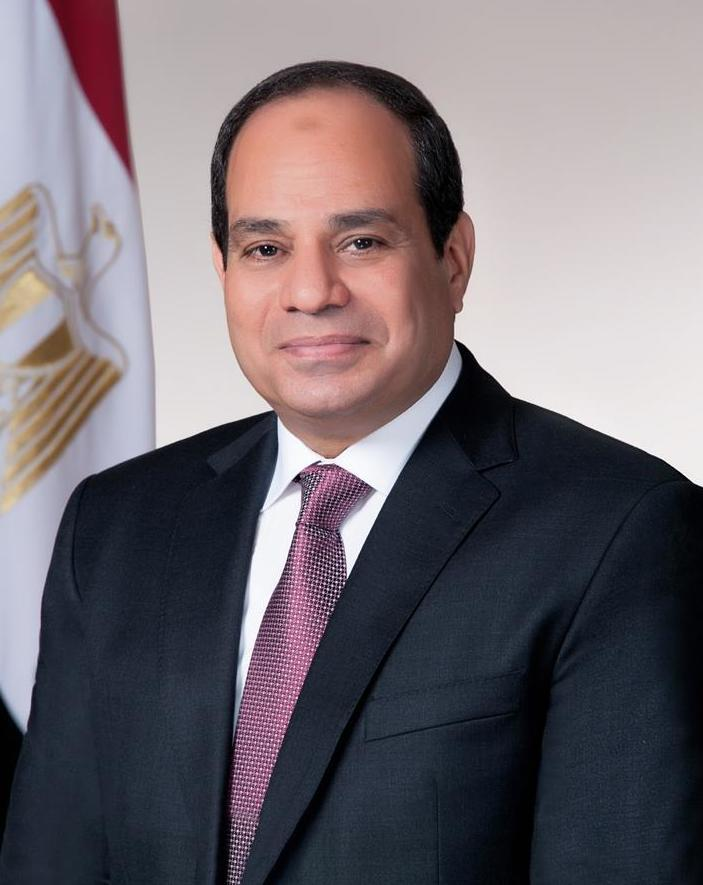
Abdel Fatah El-Sisi (offizielles Porträt, 2017)

Abd al-Fattah Said Husain Chalil as-Sisi (arabisch عبد الفتاح سعيد حسين خليل السيسي, DMG ʿAbd al-Fattāḥ Saʿīd Ḥusain Ḫalīl as-Sīsī; * 19. November 1954 in Kairo), bekannt als Abdel Fatah El-Sisi, ist ein ägyptischer Feldmarschall und Politiker. Seit Juni 2014 bekleidet er das Amt des Präsidenten Ägyptens, nachdem er sich selbst beim gewaltsamen Staatsstreich von 2013 mithilfe des Militärs an die Macht putschte. As-Sisi ist der erste ägyptische Präsident, der keiner Regimepartei vorsteht; ihm arbeitet die Partei der Zukunft der Nation zu. Sein Regierungsstil wird als autokratisch bzw. autoritär sowie diktatorisch und repressiv bezeichnet. Laut der Carnegie-Stiftung für Internationalen Frieden leitet as-Sisi eine Militärdiktatur, die den ägyptischen Staat und dessen Wirtschaft militarisiert und das Land an den Rand eines wirtschaftlichen Kollapses geführt hat.

## Leben

### Frühe Militärkarriere
As-Sisi machte 1977 seinen Abschluss an der Ägyptischen Militärakademie. Anschließend wurde er Offizier der mechanisierten Infanterie im Bereich Panzerbekämpfung und Kampf mit Mörsern. Später nahm er an folgenden Lehrgängen teil:
- General Command and Staff Course, Egyptian Command and Staff College (1987)
- General Command and Staff Course, Joint Command and Staff College (Großbritannien 1992)
- War Course, Fellowship of the Higher War College, Nasser’s Military Sciences Academy (Ägypten 2003)
- War Course, United States Army War College in Carlisle (USA 2006).

As-Sisi wurde 2008 Kommandeur des Armeebereichs Nord, anschließend Leiter des Militärgeheimdienstes. Nachdem eine Einheit im Zuge der Revolution in Ägypten 2011 etwa 20 Demonstrantinnen vom Tahrir-Platz verschleppt hatte und sie zu einer demütigenden Jungfräulichkeitsuntersuchung gezwungen hatte, verteidigte as-Sisi das Handeln des Schlägertrupps gegenüber Medien, man habe Vergewaltigungsvorwürfen entgegentreten wollen. Als Mubarak im Februar 2011 durch die ägyptische Revolution gestürzt wurde, übernahm der Oberste Rat der Streitkräfte, dessen jüngstes Mitglied as-Sisi war, die Macht.

### Oberbefehlshaber der ägyptischen Streitkräfte
Im August 2012 ernannte der neugewählte Präsident Mohammed Mursi General Sisi als Nachfolger von Mohammed Hussein Tantawi zum Oberbefehlshaber der ägyptischen Streitkräfte. Er wurde zudem unter dem Ministerpräsidenten Hischam Kandil Minister für Verteidigung und Militärproduktion und stellvertretender Ministerpräsident des Landes.

### Gewaltsamer Militärputsch gegen Präsident Mursi
Wegen der anhaltenden Massenproteste gegen Mursi setzte Sisi am Nachmittag des 1. Juli 2013 allen politischen Kräften ein Ultimatum von 48 Stunden. Am Abend des 3. Juli wurde die Regierung Kandil, der er selbst angehörte, durch einen Militärputsch abgesetzt und Neuwahlen angekündigt. Sisi ernannte Adli Mansur (seit 1. Juli 2013 der Vorsitzende des Obersten Verfassungsgerichts) am 4. Juli zum Übergangspräsidenten des Landes.
Er kündigte auch eine neue Präsidentschaftswahl und die Überarbeitung der im Vorjahr beschlossenen Verfassung an, die von den Islamisten geprägt und bei einer Abstimmung mit 64 Prozent der Stimmen bei einer Wahlbeteiligung von 33 Prozent angenommenen worden war. Zahlreiche gesellschaftliche Kräfte begrüßten diese Entwicklung.
Jedoch führte der Putsch zu erneuten Massenprotesten und zur Eskalation der Situation im Land. Am Morgen des 8. Juli wurden laut der Gewerkschaft ägyptischer Ärzte 84 Demonstranten während des Morgengebetes vor den Kasernen der Nationalgarde vom Militär erschossen, 1000 andere wurden verletzt.
Seit August 2013 wurden Hunderte Demonstranten erschossen, wie etwa beim Blutbad in Kairo und Gizeh 2013. Über 500 Regierungsgegner wurden zumeist in Schnellprozessen zum Tode verurteilt und Tausende Anhänger sowohl der Muslimbruderschaft als auch demokratische Aktivisten und Politiker wie Ahmed Maher inhaftiert. Andere Politiker wie Mohammed el-Baradei gingen ins Ausland. Demokratische Organisationen und Parteien wurden als „terroristische Vereinigungen“ zerschlagen. Die Medien wurden unter as-Sisis Führung und späterer Präsidentschaft gleichgeschaltet und weitere grundlegende Rechte außer Kraft gesetzt. Bereits das Beschmieren eines Denkmals kann als „terroristischer Akt“ mit einer mehrjährigen Gefängnisstrafe bestraft werden. Wer Kritik an der Politik as-Sisis äußert, gilt als Mitglied einer „ausländischen Verschwörung“.
Am 27. Januar 2014 wurde Sisi zum Feldmarschall, dem höchsten Rang im ägyptischen Militär, befördert, wahrscheinlich auf eigenes Betreiben.
Seine Verbindungen zu den Vereinigten Staaten gelten als ausgezeichnet, sowohl zur Führung der US-Armee als auch zum amerikanischen Verteidigungsministerium, das Ägyptens Streitkräfte jährlich mit 1,3 Milliarden US-Dollar Militärhilfe unterstützt.

### Präsidentschaft
im März 2014 bewarb sich As-Sisi öffentlich in einer Fernsehansprache um das ägyptische Präsidentenamt. Bei der Präsidentschaftswahl 2014 galt er als Favorit auf den Posten, für den mit dem linksgerichteten Politiker Hamdin Sabahi und der koptischen Christin Hala Schukrallah bereits zwei Gegenkandidaten existierten. Um der Verfassung entsprechend als Zivilist zu kandidieren, trat Sisi von seinen Ämtern als Armeechef sowie Verteidigungsminister und Vize-Ministerpräsident zurück.
Er wurde bei 46 % Wahlbeteiligung mit 97 % der Stimmen zum ägyptischen Präsidenten gewählt,
jedoch gab es Berichte über Unstimmigkeiten und Vorwürfe der Wahlfälschungen.
Am 8. Juni 2014 wurde Sisi als ägyptischer Präsident vereidigt.
In den folgenden Monaten erließ Präsident As-Sisi, während aufgrund der auf 2015 verschobenen Parlamentswahl keinerlei Parlament tagte, zahlreiche Gesetze, die nach Ansicht von Nichtregierungsorganisationen „die Zivilgesellschaft unter Druck setzen“.
Unter anderem wurde das Strafrecht verschärft, wonach es für einheimische und ausländische Nichtregierungsorganisationen Pflicht wurde, sich registrieren zu lassen, und der Erhalt von Geld aus dem Ausland strafbar wurde, wenn damit die Interessen des ägyptischen Staates verletzt würden.
Schon kurz nach seiner Wahl zum Präsidenten stellte Sisi das Großprojekt „neuer Sueskanal“ vor. Dabei soll neben dem bisherigen ein zweiter Kanal entstehen. Das Projekt war schon unter Mursi angeschoben worden, aber in die Kritik geraten, weil es von ausländischen Investoren finanziert werden sollte.
Sisi entschied, dass der Bau allein mit ägyptischen Mitteln zu finanzieren sei. Zu diesem Zweck wurden auch Mini-Anteile ausgegeben, damit sich möglichst viele Ägypter beteiligen können.
Nach einem Video, welches die Tötung durch Enthauptung von 21 ägyptischen Kopten in Libyen durch den Islamischen Staat zeigte, entschloss sich as-Sisi zu einem Vergeltungsschlag. Ägypten bombardierte am 16. Februar 2015 Ziele in der vom IS kontrollierten libyschen Stadt Darna. Dabei wurden 40 bis 50 IS-Kämpfer getötet. Bereits zuvor kooperierte die ägyptische Regierung mit dem libyschen Militär, um Extremisten zu bekämpfen. As-Sisi forderte anschließend, den internationalen Einsatz gegen den IS auf Libyen auszuweiten.
Im Juni 2015 kam Sisi auf Einladung der Bundesregierung zu einem Staatsbesuch nach Deutschland. Dieser Besuch stand wegen der zahlreichen Verstöße gegen die Menschenrechte in seinem Land in der Kritik. Bundestagspräsident Norbert Lammert sagte wegen der Verfolgung Oppositioneller und der hohen Anzahl von Todesurteilen in Ägypten ein geplantes Treffen mit As-Sisi ab. Die Menschenrechtsorganisation Human Rights Watch und weitere Organisationen forderten gemeinsam Bundeskanzlerin Angela Merkel auf, die Menschenrechtsverletzungen in Ägypten gegenüber Sisi anzusprechen.
Dieses Problem spitzte sich seit 2016 im Zusammenhang mit dem Fall Regeni zu. Regeni verschwand am 25. Januar 2016 aus Kairo und wurde eine Woche später mit starken Folterspuren tot aufgefunden. Das Europäische Parlament verlangte daraufhin in einer Resolution vom 10. März die Einstellung aller Waffenlieferungen nach Ägypten und betonte „mit tiefer Sorge, dass der Fall Giulio Regeni kein Einzelfall ist, sondern im Zusammenhang mit Folterungen, Todesfällen in Haft und Verschleppungen steht.“
Die ägyptische Organisation „Freiheit für die Mutigen“ dokumentierte, dass seit 2015 in Ägypten im immer größeren Stil die Politik des Verschwindenlassens praktiziert wird, welches ein Verbrechen gegen die Menschlichkeit darstellt. So „verschwanden“ allein zwischen März und Juni 2015 167 säkulare oppositionelle Politiker und Aktivisten von 2011. Manche von ihnen tauchten später in Gefängnissen auf, von anderen fehlte bis dato jedes Lebenszeichen.
2017 erklärte Sisi öffentlich, das Bevölkerungswachstum sei neben dem Terrorismus der größte Gegner der Ägypter. Seine Regierung startete schließlich mit »Zwei sind genug« eine Kampagne für eine Geburtenkontrolle.

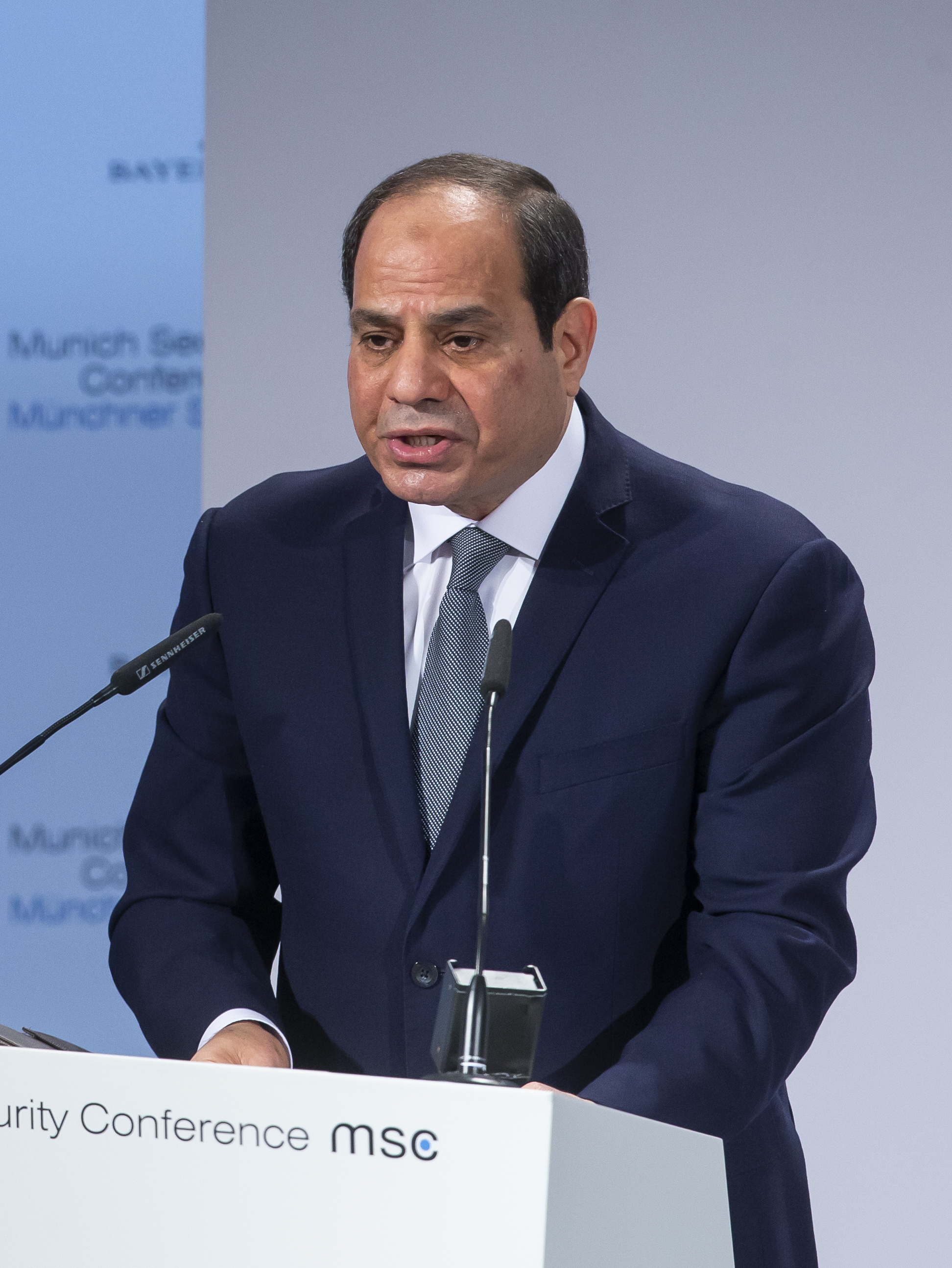
Sisi während der 55. MSC 2019

2018 trat As-Sisi bei der Präsidentenwahl in Ägypten gegen Moussa Mostafa Moussa von der liberalen al-Ghad-Partei an. Beobachter sahen in dem kaum bekannten Politiker einen Alibi-Kandidaten, nachdem Moussa zuvor Sisi unterstützt hatte und erst im Januar 2018 offizieller Präsidentschaftskandidat geworden war.
Zuvor waren mehrere Präsidentschaftsbewerber entweder festgenommen oder zur Aufgabe gezwungen worden. Beispielsweise versuchte Al-Sisis Sicherheitsapparat mit aller Macht, die Gegenkandidaten Shafiq und Anan von einer formalen Kandidatur abzubringen. Shafiq wurde aus seinem Exil in den Vereinigten Arabischen Emiraten ausgewiesen und in Ägypten vier Wochen in einem Hotel festgehalten, bis er später seine Entscheidung bekannt gab, nicht zu kandidieren, weil er „wohl nicht die notwendigen Fähigkeiten besitze und andere besser geeignet seien“. Der Chef der Anti-Korruptionsbehörde Hisham Geneina wurde in seinem Auto von drei Männern überfallen, körperlich misshandelt und später verhaftet. Ebenso erging es Abdel Moneim Abul Fotuh, Präsidentschaftskandidat gegen Mursi und Muslimbruder-Dissident, obwohl er sich bis dahin nicht öffentlich zu einer Kandidatur geäußert hatte. Die verbliebenen Kandidaten, Anwar as-Sadat und Khaled Ali, zogen sich unter diesen Umständen zurück.
As-Sisi gewann die ab 26. März 2018 beginnenden dreitägigen Wahlen laut Angaben der Wahlkommission mit 97,08 Prozent der gültigen Stimmen, während der Scheinkandidat Moussa auf 2,92 Prozent kam. Die Wahlbeteiligung soll laut Wahlkommission bei 41,5 Prozent gelegen haben. Journalisten berichteten, während der Wahl bei ihrer Arbeit behindert worden zu sein.
Von Februar 2019 bis Februar 2020 war Sisi Präsident der Afrikanischen Union. In jenem Zeitraum starb Mohammed Mursi, trotz seiner bekannten, behandelbaren Erkrankungen, weil ihm als Gefangener über mehrere Jahre hinweg eine adäquate medizinische Versorgung vorenthalten wurde.
Im Februar 2020 wurde der sächsische St. Georgs-Orden von den Organisatoren des Semperopernballs an As-Sisi verliehen. Zu diesem Zweck reiste Ballchef Hans-Joachim Frey nach Kairo. Die Entscheidung für diesen Preisträger wurde bundesweit stark kritisiert, da As-Sisi „ein lupenreiner Autokrat und Anti-Demokrat“ sei, so etwa Kai Gehring, Abgeordneter der Grünen im Bundestag. In Folge dieser Kritik kündigte Frey am 4. Februar die Aberkennung des Preises an.
2021 hob Sisi den mehrere Jahre lang bestehenden Ausnahmezustand im Land auf. Am 3. April 2021 wurden die Mumien von Königen und Königinnen des Neuen Reiches vom Ägyptischen Museum am Tahrir-Platz, Kairo, mit einem großen Festakt, der Goldenen Parade der Pharaonen, in das Nationalmuseum der Ägyptischen Zivilisation (NMEC) in Al-Fustat gebracht, wo sie as-Sisi empfing und das neue Museum eröffnete.
Anfang 2023 stimmte Ägypten vor dem Hintergrund eines drohenden Wirtschaftskollaps aufgrund einer Währungskrise von dem Internationalen Währungsfonds (IWF) vorgeschlagenen „kritischen Strukturreformen“ zu. Diese sehen den Rückzug des Staates, einschließlich der Armee, aus Teilen der Wirtschaft vor. as-Sisi behauptete, die Währungskrise sei auf die durch COVID-19-Pandemie und Russisch-Ukrainischen Krieg beeinflusste globale Wirtschaftslage zurückzuführen. Laut einem Politanalysten der Stiftung Carnegie Endowment for International Peace verfolgte Sisi eine Politik der hohen Aufnahme von Krediten (aus den Golfstaaten, vom IWF sowie aus Europa), die er für Infrastrukturprojekte mit geringen wirtschaftlichen Erträgen ausgab. Die meisten Wirtschaftsprojekte, wie etwa der Bau einer neuen Hauptstadt in der ägyptischen Wüste und weiteren Planstädten (darunter Neu-El-Alamein und Al-Galala) seien entweder direkt von der Armee oder unter der Aufsicht der Armee durchgeführt worden, was den Privatsektor der Wirtschaft geschwächt habe. Unter Sisi wurden außerdem die ägyptischen Streitkräfte aufgerüstet (vor allem mit kreditfinanzierten Käufen von Waffentechnik aus Deutschland und Frankreich).
Bei der Präsidentenwahl 2023 setzte sich Sisi mit über 90 % der Stimmen gegen seine Gegner durch, von denen keiner mehr als 5 % der Stimmen erhielt. Wie 2018 bei der Wahl zuvor sahen Beobachter in seinen Gegnern nur Alibi-Kandidaten. Die Aufstellung eines ernsthaften Gegners für ihn habe er durch Staatsapparat und Sicherheitsbehörden verhindern können. Seine Wiederwahl galt bereits vor der Wahl als sicher.

### Familie
As-Sisi ist verheiratet mit Entissar Amer, seiner Cousine mütterlicherseits. Er ist Sohn von Said Hussein Khalili (genannt Hassan) al-Sisi, hat eine Tochter und drei Söhne, fünf Schwestern und einen älteren Bruder, Ahmed al-Sisi. Sisis ältester Sohn Mahmud (* 1982) ist seit 2018 Generalmajor und einer der beiden stellvertretenden Direktoren des Geheimdienstes Muchabarat. Er gilt manchen Beobachtern als faktischer Leiter. Die Präsidentengattin wurde, wie wieder sehr viele Ägypterinnen der jüngeren Generationen, als Hidschāb-Trägerin identifiziert.

## Einordnung von as-Sisis Präsidentschaft
Der Regierungsstil As-Sisi wird überwiegend als autoritär oder diktatorisch und repressiv bezeichnet.
Laut der Carnegie-Stiftung für Internationalen Frieden leitet as-Sisi eine Militärdiktatur, die den ägyptischen Staat und dessen Wirtschaft militarisiert und das Land an den Rand eines wirtschaftlichen Kollaps geführt hat.

### Verfolgung von Andersdenkenden und Menschenrechtslage in Ägyptens Gefängnissen
Oppositionelle, insbesondere Angehörige der Muslimbrüderschaft, aber auch pro-demokratische Gruppen, sind unter As-Sisis Herrschaft Verfolgung ausgesetzt.
Kritische Medien bzw. Journalisten, die investigativ berichten, werden unter as-Sisi bedroht und unter fadenscheinigen Gründen (bspw. aufgrund des Vorwurfs der Mitgliedschaft bei der Muslimbrüderschaft oder aufgrund des Vorwurfs der Verbreitung von Falschnachrichten) eingesperrt. Unter as-Sisi belegt Ägypten in der Rangliste der Pressefreiheit den Platz 168 von 180 Staaten. Die Mehrheit der Medien in Ägypten ging unter as-Sisi in Staatsbesitz über oder gelangte anderweitig unter die Kontrolle seiner Regierung.
Laut eines im Jahr 2021 veröffentlichten Berichts von Amnesty International sind Folter, Misshandlungen und gezielte Unterversorgung in Ägyptens Haftanstalten weiter weitverbreitet.
Im Januar 2023 wurden 38 Menschen wegen ihrer Teilnahme an im Herbst 2019 erfolgten Demonstrationen gegen As-Sisis Regierung zu lebenslanger Haft verurteilt. Den Verurteilten war Gefährdung der öffentlichen Ordnung und Gewalt gegen Sicherheitskräfte vorgeworfen worden. Das Strafgericht, das sich mit Fällen von nationaler Sicherheit befasst, verurteilte des Weiteren mehr als 40 weitere Angeklagte zu Haftstrafen zwischen 5 und 15 Jahren. Laut einem Politanalysten der Stiftung Carnegie Endowment for International Peace hat As-Sisi jede lokale Opposition ausgeschaltet.

### Anstieg von Hinrichtungen unter as-Sisi
Die Zahl der Hinrichtungen ist unter der Herrschaft As-Sisis drastisch angestiegen. Bis zum April 2019 waren 2019 nach AFP-Berechnungen 15 Menschen hingerichtet worden.
Von Anfang 2017 bis Ende 2018 wurden in Ägypten einem Bericht der Menschenrechtsgruppen Egyptian Initiative for Personal Rights und Adalah for Rights and Freedoms zufolge 92 Menschen hingerichtet.
Die UN-Sonderberichterstatterin für Hinrichtungen, Agnès Callamard, sagte der AFP, die zunehmende Anwendung der Todesstrafe entspreche „willkürlichen Tötungen“, die möglichen Widerstand in der Bevölkerung brechen sollen.

### Wirtschaftspolitik
Westliche Beobachter charakterisieren as-Sisis Wirtschaftspolitik als „neuen Staatskapitalismus“. Assistenzialistische Sozialprogramme und die Subventionen der Mubarak-Ära seien weitgehend aufgegeben, dafür aber die Stellung des Militärs und weniger Konglomerate in der Wirtschaft entgegen der Policy-Vorgaben des IWF gestärkt worden. Die soziale Ungleichheit habe, insbesondere auf Kosten der Mittelschichten, eklatant zugenommen.

## Verhältnis zur Religion
As-Sisi ist praktizierender sunnitischer Muslim und gilt als fromm, ist aber zugleich überzeugter Anhänger und Verehrer des früheren arabisch-nationalistisch-säkularen Präsidenten Gamal Abdel Nasser.
Am Neujahrstag 2015, der in diesem Jahr mit dem Geburtstag des Propheten Mohammed zusammenfiel, forderte Sisi in einer Rede in der Azhar-Universität eine „religiöse Revolution“. Es sei unerträglich, dass das, was die Muslime als ihr religiöses und heiliges Erbe betrachteten, ihnen selbst und dem Rest der Welt als Quelle für Angst, Gefahr, Töten und Zerstörung gelte. Am 6. Januar 2015 besuchte er als erster Präsident Ägyptens die koptische Christmette in der Kairoer Markuskathedrale und sprach zu den Gläubigen. Der unangemeldete Besuch wurde vom ägyptischen Fernsehen übertragen. Mit den Worten „Wir sind alle Ägypter“ appellierte er an Anwesende und Zuschauer.